# Professorslängd för Uppsala universitet till 1700
- 1514 - Erik Svart (Ericus Upsaliensis), Henricus Sledorm
- 1524 - Petrus Galle
- 1531 - Laurentius Petri Nericius
- 1540 - Jacobus Zieglerus, Olaus Magnus
- 1572 - Laurentius Petri Gothus, Olaus Luth
- 1574 - Henricus Jadolenus, Petrus Benedicti Oleandus
- 1577 - Petrus Jonæ Helsingus, Nicolaus Olai Bothniensis, Petrus Kenicius
- 1580 - Laurentius Johannis Lælius
- 1593 - Ericus Jacobi Skinnerus, Jacobus Erici
- 1594 - Laurentius Paulinus Gothus
- 1596 - Johannes Olai Gevaliensis, Johannes Petri Gevaliensis, Olaus Johannis Salamontanus
- 1598 - Johannes Svenonis Raumannus
- 1599 - Johannes Olai Anthelius, Petrus Andreæ Grubb, Ericus Thomeæ Medolerus, Petrus Petri Isopædius
- 1600 - Elias Magni Rhalambius
- 1601 - Claudius Opsopæus
- 1603 - Nicolaus Jonæ Molnerus[1]
- 1604 - Johannes Rudbeckius, Johannes Canuti Lenaeus
- 1605 - Johannes Blanchovius, Petrus Rudbeckius, Martinus Stenius
- 1606 - Samuel Mathiæ Malmenius
- 1608 - Olaus Jonæ Gevaliensis, Nicolaus Olai Myliander[1], Samuel Andreæ Grubb, Sigfridus Aronus Forsius
- 1609 - Johannes Messenius
- 1613 - Jacobus Johannis Zebrozynthius, Jonas Magni Wexionensis
- 1616 - Johannes Chesnecopherus, Benedictus Petri Leuchovius
- 1621 - Sveno Jonæ Westrogothus, Olaus Laurelius, Andreas Johannis Prytz, Martinus Gestrinius, Laurentius Olai Wallius
- 1624 - Johannes Laurentii Stalenus
- 1625 - Benedictus Crusius, Jonas Columbus, Johannes Simonius, Olaus Erici Moretus
- 1626 - Martinus Olai Nycopensis
- 1627 - Johannes Loccenius, Johannes Raicus(et), Justinianus Heiner, Johannes Franck, Israel Bringius
- 1630 - Laurentius Stigzelius, Daniel Sidenius
- 1631 - Anders Gyldenklou
- 1635 - Lars Fornelius
- 1636 - Ericus Brunnius, Petrus Kirstenius
- 1637 - Mattias Biörenklou, Erik Gabrielsson Emporagrius
- 1640 - Daniel Behmer, Olaus Unonius
- 1641 - Henricus Ausius, Isak Isthmenius
- 1642 - Johann Freinsheim
- 1643 - Johannes Laurentii Laurbergius
- 1645 - Olaus Stenius, Andreas Solenblomma
- 1646 - Zacharias Humerus
- 1648 - Petrus Schomerus, Johannes Elai Terserus, Carolus Lithman, Johannes Schefferus, Bengt Hedræus
- 1649 - Johan Henrik Boeclerus, Magnus Schiller
- 1650 - Johannes Jacobi Bureus, Petrus Erici Ljung, Emund Gripenhielm
- 1651 - Christian Ravius, Jonas Sundelius
- 1652 - Erik Odhelius, Sven Bröms, Johannes Rudbeckius d.y., Nils Burensköld
- 1655 - Petrus Cederschiöld, Petrus Rudbeckius
- 1658 - Lars Bureus, Olof Rudbeck d.ä.
- 1659 - Jordan Edenius, Martin Brunnerus
- 1660 - Petrus Fontelius
- 1661 - Johannes Petri Buskagrius, Johan Bergenhielm, Petrus Hoffvenius
- 1662 - Olaus Verelius, Daniel Lipstorpius
- 1664 - Folcherus Uhr, Jonas Fornelius
- 1665 - Olaus Åkerman, Magnus Celsius
- 1666 - Ericus Benzelius, Gabriel Lillieflycht (Emporagrius)
- 1667 - Samuel Skunck, Håkan Fägerstierna
- 1668 - Claudius Örnhielm
- 1669 - Petrus Aurivillius
- 1670 - Johannes Gartman
- 1671 - Johan Columbus
- 1672 - Andreas Nordenhielm, Uno Terserus, Georgius Berelius
- 1673 - Andreas Grubb
- 1674 - Carolus Lundius
- 1676 - Julius Micrander, Mattias Steuchius
- 1677 - Petrus Holm, Olaus Nezelius
- 1678 - Ericus Aurivillius
- 1679 - Anders Spole, Johannes Bilberg, Henricus Schütz, Nils Wolff Stiernberg
- 1681 - Gustaf Lillieblad
- 1682 - Laurentius Norrmannus, Elias Obrecht, Petrus Lagerlöf
- 1683 - Andreas Drossander
- 1684 - Andreas Goeding, Laurentius Elingius, Ericus Ljung
- 1685 - Johan Schwede, Harald Vallerius, Israel Kolmodin, Jakob Arrhenius
- 1687 - Hemming Forelius
- 1690 - Olof Rudbeck d.y.
- 1692 - Jesper Svedberg
- 1693 - Thomas Ihre, Johannes Olderman Cronstedt
- 1694 - Johan Salenius
- 1695 - Johan Palmroot
- 1697 - Lars Roberg
- 1698 - Daniel Djurberg, Johan Esberg, Johannes Reftelius, Johan Upmarck Rosenadler
- 1699 - Johan Arendt Bellman (1664-1709), Petrus Elvius

## Professorer 1700-1717
- 1703 - Ericus Castovius, Olof Celsius d.ä., Daniel Lundius
- 1704 - Fabian Törner, Johan Enberg
- 1705 - Laurentius Molin
- 1710 - Johannes Steuchius, Petrus Schyllberg
- 1711 - Jonas Billovius
- 1712 - Johannes Vallerius, Michael Eneman, Karl Skunck
- 1716 - Laurentius Arrhenius, Mattias Schweder, Israel Nesselius
- 1717 - Johan Hermansson